# Wyssachen
Wyssachen (oficialmente hasta 1908 Wyssachengraben) es una comuna suiza del cantón de Berna, situada en el distrito administrativo de Alta Argovia. Limita al norte con la comuna de Huttwil, al este con Eriswil, al sur con Sumiswald y al occidente con Dürrenroth.
Hasta el 31 de diciembre de 2009 situada en el distrito de Trachselwald.

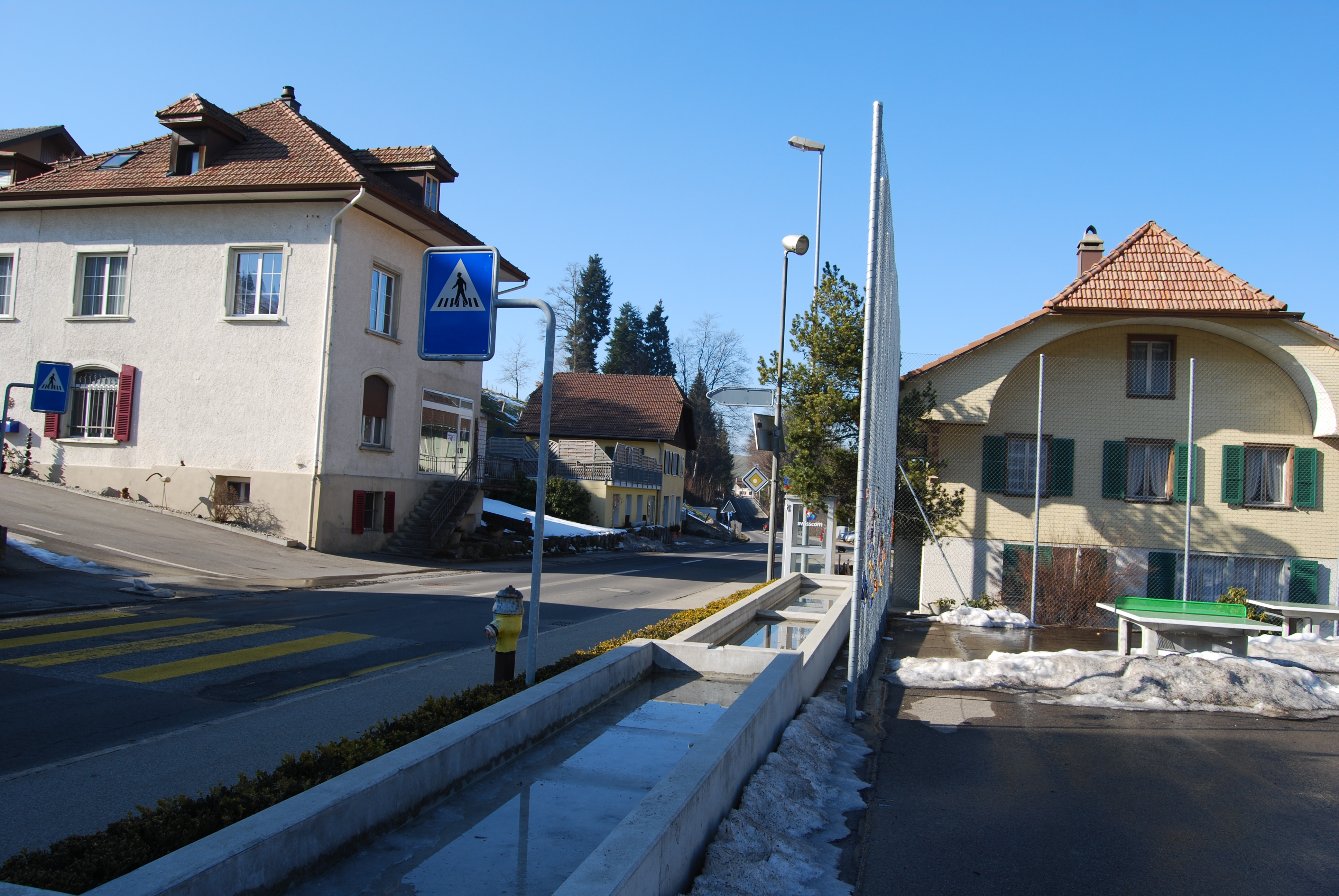
Wyssachen